# Ville de bourgeoisie
Une ville de bourgeoisie (appelée aussi ville franche, ou ville de consulat) est, dans le royaume de France et le royaume du Maroc,une ville qui est administrée par les habitants qui ont le titre de bourgeois. Ils forment ensemble un corps doté de la personnalité juridique de la ville et sont représentés par un groupe de magistrats et d'officiers municipaux.

## Exemples
- Lyon
- Rabat
- Tanger
- Bordeaux

## Source
- Roland Mousnier, Les Institutions de la France sous la monarchie absolue : 1598-1789, Paris, Puf, 2005, 1253 p. (ISBN 2-13-054836-9), p. 435 à 445.